# Zamachy na meczety w Sanie (2015)
Zamachy na meczety w Sanie w 2015 – cztery zamachy samobójcze dokonane 20 marca 2015 w Sanie, stolicy Jemenu. Meczety Badr i Al-Haszusz zostały zaatakowane podczas piątkowej modlitwy. Wybuchy zabiły 142 ludzi i raniły ponad 351 osób. Jeden z zamachowców zdetonował bombę, gdy został zatrzymany przez strażników przy bramie meczetu Badr. Drugi zamachowiec zdetonował ładunek pomiędzy uciekającymi ludźmi w meczecie. Druga para zamachowców zdetonowała swoje ładunki w meczecie Al-Haszusz.